# Jacob Forrell
Jacob Forrell (teilweise auch Forell; * 28. Juli 1821 in Morbach; † 6. Mai 1893 in Freiburg im Breisgau) war ein deutscher Orgelbauer.

## Leben
Jacob Forrell arbeitete ab 1842 als Geselle bei Franz Joseph Merklin, dessen Tochter Genofeva (1821–1887) er 1847 heiratete. 1849 gründete er einen eigenen Betrieb in Kehl. Ab dieser Zeit baute er Kegelladen. Nach dem Tod seines Schwiegervaters übernahm er 1857 dessen Werkstatt in Freiburg im Breisgau. Von dort aus baute er bis zu seinem Tod 15 neue Orgeln. Im Oktober 1890 ehelichte er Cäcilia, verw. Linderer, geb. Homola.
Während seine Orgeln als handwerklich und künstlerisch hochwertig beschrieben wurden, galt Forrell als schwieriger Charakter. Immer wieder ließ er sich Jahre über die gesetzten Liefer- und Mahnfristen hinaus Zeit, stellte aber gleichzeitig den auftraggebenden Gemeinden höhere Beträge als vertraglich vereinbart in Rechnung, meist für unbestellte Mehrarbeiten und Dispositionsveränderungen.

## Werkliste
Die Größe der Instrumente wird in der fünften Spalte durch die Anzahl der Manuale und die Anzahl der klingenden Register in der sechsten Spalte angezeigt. Ein großes „P“ steht für ein selbstständiges Pedal. Eine Kursivierung zeigt an, dass die betreffende Orgel nicht mehr erhalten ist oder lediglich noch der Prospekt aus der Werkstatt stammt.
| Jahr    | Ort                      | Kirche             | Bild | Manuale | Register | Bemerkungen |
| ------- | ------------------------ | ------------------ | ---- | ------- | -------- | --- |
| 1851    | Kehl                     | Friedenskirche     |      | II/P    | 21       | nicht erhalten |
| 1855    | Bettmaringen             | St. Fridolin       |      | I/P     | 13       | 1982 restauriert durch Fischer & Krämer Orgelbau |
| 1855    | Laufen (Sulzburg)        | St. Johannes       |      | I/P     | 12       | 1998 rekonstruiert durch Freiburger Orgelbau Hartwig und Tilmann Späth → Orgel |
| 1857    | Offnadingen              | Heilig Kreuz       |      | I/P     | 10       | 1972 restauriert durch Fischer & Krämer Orgelbau → Orgel |
| 1859    | Nonnenweier              | Ev. Kirche         |      | I/P     | 11       | nicht erhalten |
| 1860    | Appenweiher              | St. Michael        |      | I/P     | 15       | nicht erhalten |
| 1862    | Önsbach                  | St. Josef          |      | I/P     | 13       | Gehäuse erhalten |
| 1863    | Schuttern                | Mariä Himmelfahrt  |      | III/P   | 32       | 1930 Pneumatisierung; 1980 durch Orgelbau Vier neu gebaut (Schleifladen); Gehäuse und 24 Register von Forrell ganz oder teilweise erhalten → Orgel                                           |
| 1863    | Friesenheim (Baden)      | Ev. Kirche         |      | I/P     | 15       | nicht erhalten |
| 1865    | Murg                     | St. Magnus         |      | II/P    | 31       | 1984 durch Mönch Orgelbau neu gebaut; aufgrund der massiven Umbauten 1913 und 1960 sind Forrell-Pfeifen wahrscheinlich nur noch in den Registern Rohrflöte 4' und Cornett 5fach 8' erhalten. |
| 1865    | Forchheim (Rheinstetten) | St. Martin         |      | II/P    | 25       | Vertragsschluss 1857; 1978/1979 durch Rieger Orgelbau neu gebaut; Gehäuse und 16 Register von Forrell ganz oder teilweise erhalten                                                           |
| um 1870 | Weilheim                 | St. Peter und Paul |      | II/P    | 16       | 1958 ersetzt durch Willy Dold |
| 1873    | Ulm (Renchen)            | St. Mauritius      |      | II/P    | 25       | Vertragsschluss 1861; 1991 rekonstruiert durch Georg Jann |
| 1877    | Kippenheim               | St. Mauritius      |      | II/P    | 22       | Vertragsschluss 1867; 1957 ersetzt durch Josef Schwarz |
| 1880    | Mengen (Schallstadt)     | Ev. Kirche         |      | I/P     | 13       | vermutlich veränderter Wiederaufbau des von Johann Ignaz Seuffert 1784 für Renchen-Ulm erbauten Instruments → Orgel                                                                          |
| 1883    | Freiburg im Breisgau     | St. Martin         |      | II/P    | 36       | Vertragsschluss 1876; größtes Werk; 1920 erweitert um III. Manual; nach Kriegszerstörungen der Kirche 1952 Neubau durch Willy Dold                                                           |